# Madson (calciatore 1991)
Madson Henrique Nascimento Santos, noto semplicemente come Madson (Maceió, 9 maggio 1991), è un calciatore brasiliano, centrocampista svincolato.

## Palmarès

### Club

#### Competizioni statali
- Campeonato Alagoano Segunda Divisão: 1

CSA: 2010